# Wright Cyclone

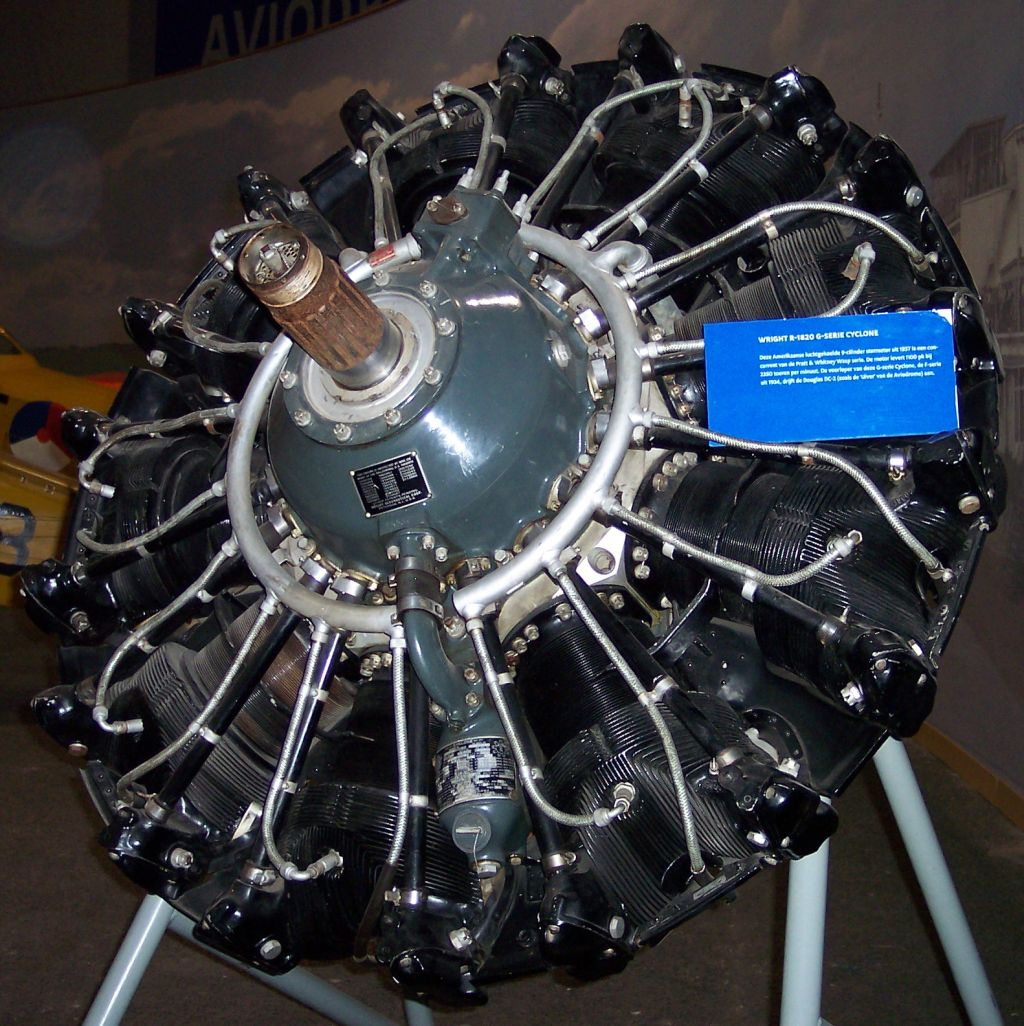
Wright Cyclone R-1820G

Wright Cyclone je označení pro řadu vzduchem chlazených hvězdicových motorů vyráběných firmou Curtiss-Wright Corporation a používaných v třicátých, čtyřicátých a padesátých létech 20. století. 

## Historie
Společnost Wright Aeronautical Corporation byla založena v roce 1919, původně za účelem vývoje kapalinou chlazených motorů Hispano-Suiza V8 na základě licence. V roce 1923 Wright koupil společnost Lawrance Aero Engine Company a s touto koupí přišel Charles Lawrance do Wrightu jako viceprezident. Ještě téhož roku zadalo americké námořnictvo společnosti Wright zakázku na vývoj dvou nových vzduchem chlazených hvězdicových motorů. První z nich, nazvaný P-1, byl devítiválcový jednořadý motor o zdvihovém objemu 27,07 l, který byl odvozen z dřívějšího Lawrencova návrhu a měl výkon 400 HP (300 kW). Druhý, P-2, měl stejný zdvihový objem 27,07 l (1 652 inch³) jako P-1, ale jednalo se o vylepšenou konstrukci s výkonem 435 HP (324 kW). Ani jeden z motorů se nedostal do výroby, protože námořnictvo zvolilo lepší motor Pratt & Whitney R-1340 Wasp, takže v roce 1926 byly zahájeny práce na vylepšené konstrukci o objemu 1 750 inch³ (28,7 l), ze které se stal R-1750 Cyclone.

## Řada
- R-1300 7 válců
- R-1820 9 válců
- R-2600 14 válců (dvojhvězdicový)
- R-3350 18 válců (dvojhvězdicový)